# Степанчонок, Василий Андреевич
Василий Андреевич Степанчонок (Степанченок) (1901—1943) — советский лётчик-испытатель, полковник.

## Биография
Родился 4 апреля 1901 года. Его родители долго жили и работали на Китайско-Восточной железной дороге (КВЖД) в Харбине.
В августе 1915 года Василий поступил в Хабаровское техническое железнодорожное училище и после его окончания в апреле 1918 года стал работать на КВЖД ремонтником путей. Был участником Гражданской войны. Воевал в партизанском отряде, участвовал в боях за взятие города Никольск-Уссурийска в январе 1920 года. Весной этого же года принял участие в бою с японцами у города Спасска-Приморского на бронепоезде «Освободитель». После Гражданской войны снова вернулся на КВЖД.
В 1923 году Степанчонок вступил в ряды Красной армии. Последовательно окончил Егорьевскую военно-теоретическую школу лётчиков (1924), Борисоглебскую школу военных лётчиков (1925) и Серпуховскую высшую авиационную школу стрельбы, бомбометания и воздушного боя (1926). С 1926 года Степанчонок был лётчиком-инструктором и командиром звена Качинской школы военных лётчиков. С 1930 года — командир звена Луганской школы военных лётчиков им. Пролетариата Донбасса.
С 1931 года Василий Андреевич находился на летно-испытательной работе в НИИ ВВС СССР. Проводил заводские и государственные испытания самолетов и планеров А. Н. Туполева, Н. Н. Поликарпова и других авиаконструкторов: И-5, Г-63, И-15, И-16, ИП-1, ДИ-6, Г-23, ДБ-3, И-26 (Як-1), И-301 (ЛаГГ-1), ДБ-3Ф, УТИ-26 (Як-7), Пе-3. Участвовал в испытании «Звена Вахмистрова». Был участником пилотажной группы «Красная пятерка».
В июне 1936 года Степанчонок был в своей первой загранкомандировке в Бельгии и Англии. Осенью этого же года вновь находился в Бельгии и Англии, где в Лондоне показал свой высокий класс в демонстрационных полётах на аэродроме в Хендоне. В 1937—1938 годах находился в командировке во Франции и США, подробности этих поездок неизвестны.
В 1939 году получил трёхкомнатную квартиру в Военном городке, на Щукинской улице (тогда окраина Москвы).
Погиб Василий Андреевич Степанчонок 5 апреля 1943 года в испытательном полёте на И-185 конструкции Поликарпова. В акте по этой катастрофе виновными были названы агрегатный завод и сам Степанчонок. В ночь с 7 на 8 апреля тело летчика было кремировано и урна с прахом была захоронена 8 апреля в колумбарии Новодевичьего кладбища в «секторе Моссовета».

### Семья
Был дважды женат, от первого брака (с Антониной Петровной) у него было трое сыновей: Авиоль, Игорь и Владимир; от второго брака (с Галиной Ивановной) — две дочери: Светлана и Ирина. Также у него был внебрачный сын Валерий от лётчицы Зинаиды Замошанской, с которой Степанчонок познакомился в своё время на курорте.

## Память
- В декабре 1935 года в газете «Правда» был опубликован портрет Степанчонка работы Ореста Верейского.
- Так отзывался о Василии Степанчонке летчик-испытатель, Герой Советского Союза С. Н. Анохин:[2]

«…Тридцать лет назад „инженерию“ летчики знали неважно. Допотопная техника порождала другие требования, и в первую очередь смелость и пилотажное мастерство. Особенно славился этим Василий Андреевич Степанчонок. Честное слово, его умение водить самолет было на уровне хореографического таланта Майи Плисецкой. В почерке полета Степанченка, как и в волшебном танце Плисецкой, всегда был элемент героического. Именно Степанченок первым в мире сделал на планере „Красная звезда“ три мертвые петли. В моей жизни он сыграл громадную роль. Не будь Степанченка, может, и не стал бы я испытателем. Василий Андреевич первый предложил мне заняться испытательной работой: ведь кто-то должен был испытывать планеры, привозимые на коктебельские слёты…»

## Награды
- Награждён двумя орденами Красной Звезды (17.08.1933 и 17.07.1934), номера орденов 175 и 379, орденами Красного Знамени (07.04.1940) и Отечественной войны 2-й степени (22.02.1943).